# Eurovision Young Dancers 1985
Der 1. Eurovision Young Dancers fand am 16. Juni 1985 im Teatro Municipale, in Reggio Emilia in Italien statt.
Arantxa Argüelles aus Spanien gewann den ersten Wettbewerb. Platz 2 belegte der norwegische Teilnehmer Arne Fagerholt, während das schwedische Duo Mia Stagh & Göran Svalberg Platz 3 erreichten.

## Austragungsort
Die erste Ausgabe des Wettbewerbes fand in Italien statt und wurde vom italienischen Fernsehen RAI organisiert. Als Austragungsort wählte RAI das Teatro Municipale in Reggio Emilia aus.

## Format
Auftreten konnten Tänzer zwischen 16 und 21 Jahren. Es konnten allerdings lediglich Solotänzer oder Paare antreten. Eine dreiköpfige Jury wählte dann die ersten drei Plätze aus. Die Platzierungen der verbleibenden Teilnehmer bleiben unbekannt. Vorsitzender der Jury war der dänische Tänzer Peter Schaufuss. Ansonsten ist weniger darüber bekannt, inwiefern der erste Wettbewerb 1985 verlief.

### Moderation
Als Moderatoren fungierten der britische Moderator Humphrey Burton und die britische Balletttänzerin Annette Page.

## Teilnehmer

Länder, die 1985 teilgenommen haben

Insgesamt elf Länder debütierten 1985 beim ersten Eurovision Young Dancers. Abgesehen von den Niederlanden, nahmen alle diese Länder auch gleichzeitig am Eurovision Song Contest 1985 teil.

## Finale
Elf Länder traten jeweils gegeneinander an. Die Titel der Tänze blieben dabei unbekannt. Lediglich die ersten drei Plätze wurden bekanntgegeben.
Vor dem Finale wurde bei den britischen Teilnehmern die Tänzerin Viviana Durante gegen Maria Almeida aus unbekannten Gründen getauscht.
| Platz | Startnr. | Land                   | Teilnehmer                            |
| ----- | -------- | ---------------------- | ------------------------------------- |
| 1.    | 02       | Spanien                | Arantxa Argüelles                     |
| 2.    | 04       | Norwegen               | Arne Fagerholt                        |
| 3.    | 08       | Schweden               | Mia Stagh & Göran Svalberg            |
| –     | 01       | Finnland               | Anneke Lönnroth                       |
| –     | 03       | Belgien                | Ariane van de Vyver & Ben Huys        |
| –     | 05       | Frankreich             | Christine Landault & Stephane Elizabe |
| –     | 06       | Niederlande            | Jeanette den Blijker & Ruben Brugman  |
| –     | 07       | Vereinigtes Königreich | Maria Almeida & Errol Pickford        |
| –     | 09       | Italien (Gastgeber)    | Sabrina Vitangeli                     |
| –     | 10       | Deutschland            | Stefanie Eckhof                       |
| –     | 11       | Schweiz                | Xavier Ferla                          |

## Übertragung
Folgende Fernsehanstalten waren für die Teilnahme und damit auch für die Übertragung verantwortlich:
| Land                   | Sender   |
| ---------------------- | -------- |
| Belgien                | BRT      |
| Deutschland            | ZDF      |
| Finnland               | YLE      |
| Frankreich             | France 3 |
| Italien                | RAI      |
| Niederlande            | NOS      |
| Norwegen               | NRK      |
| Schweden               | SVT      |
| Schweiz                | SRG SSR  |
| Spanien                | RTVE     |
| Vereinigtes Königreich | BBC2     |